# Village of Dreams
Village of Dreams (Eno nakano bokuno mura ) è un film del 1996 diretto da Yôichi Higashi.
Il film ha vinto l'Orso d'argento al Festival di Berlino.

## Trama
Yukihiko Tashima visita il fratello gemello Seizo, famoso autore di libri illustrati. I due fratelli ricordano la loro infanzia in un villaggio del Giappone alla fine degli anni '40.